# Senecio grossidens
Senecio grossidens là một loài thực vật có hoa trong họ Cúc. Loài này được Dusén ex Malme miêu tả khoa học đầu tiên năm 1933.